# HK Dmitrow
Der HK Dmitrow (russisch ХК Дмитров) war ein 2002 gegründeter Eishockeyklub der russischen Stadt Dmitrow, der 2009 aufgrund finanzieller Probleme aufgelöst wurde. Die Mannschaft gehörte ab 2005 der zweitklassigen Wysschaja Liga an.

## Geschichte
Der Verein wurde 2002 gegründet. Anfangs spielte das Team in den unterklassigen russischen Ligen. In der Saison 2004/05 gelang der Aufstieg in die zweitklassige Wysschaja Liga, in der die Mannschaft bis 2009 beheimatet war. Aufgrund finanzieller Probleme wurde die Profimannschaft 2009 aufgelöst. Mit dem HK Krylja Sowetow Dmitrow hatte die Stadt 2010 eine Mannschaft aus der MHL, der höchsten Junioren-Spielklasse des Landes.

## Bekannte ehemalige Spieler
- Wiktor Tichonow (2005–2006)
- Wjatscheslaw Buzajew (2006–2007)